# Nippolachnus
Nippolachnus är ett släkte av insekter. Nippolachnus ingår i familjen långrörsbladlöss.
Kladogram enligt Catalogue of Life:
| Nippolachnus | \| \| Nippolachnus bengalensis \| \| \| \| \| \| Nippolachnus himalayensis \| \| \| \| \| \| Nippolachnus piri \| \| \| \| \| \| Nippolachnus xitianmushanus \| \| \| \| |
|              | \| \| Nippolachnus bengalensis \| \| \| \| \| \| Nippolachnus himalayensis \| \| \| \| \| \| Nippolachnus piri \| \| \| \| \| \| Nippolachnus xitianmushanus \| \| \| \| |
|              | Nippolachnus bengalensis |
|              | |
|              | Nippolachnus himalayensis |
|              | |
|              | Nippolachnus piri |
|              | |
|              | Nippolachnus xitianmushanus |
|              | |